# Stanislaus Joyce
John Stanislaus Joyce (Dublino, 17 dicembre 1884 – Trieste, 16 giugno 1955) è stato uno scrittore e docente irlandese di nazionalità inglese (l'Irlanda è diventata indipendente soltanto nel 1949), che ha vissuto molti anni a Trieste. Fratello minore di James Joyce, era in genere noto semplicemente come Stanislaus Joyce per distinguerlo dal padre, di cui condivideva il nome completo.

## Primi anni di vita
Nato nella Contea di Dublino, Stanislaus era considerato dal suo più famoso fratello — di tre anni più anziano ma suo costante compagno di infanzia e adolescenza — la prima delle coti su cui "affilare" la propria intelligenza.
(Ulisse, Ep. IX)
In Ritratto dell'artista da giovane, James chiama Maurice il fratello minore, indicando chiaramente quanto gli fosse attaccato. Stanislaus era regolarmente incaricato da James di andare a prendergli libri in biblioteca, libri che poi leggeva anche lui. I due fratelli condividevano letture, idee, dubbi religiosi e prime esperienze di vita, come per esempio nel torbido racconto "Un incontro", di Gente di Dublino, dove però James lo rappresenta come un amico coetaneo.
(Stanislaus Joyce, My brother's keeper, p. 62)
Come già aveva fatto James, anche Stanislaus si ribellò contro la natia Irlanda e nel 1905 la lasciò, andando a vivere con il fratello e la moglie Nora Barnacle a Trieste in Via Caterina 1 e diventando per diversi anni una via di mezzo tra una vittima e il "custode" del fratello, ovvero l'agente difensore in diverse questioni di natura economica (impegni non onorati da editori e per converso affitti non pagati, prestiti non rimborsati eccetera) e il principale mezzo di sostentamento. Come già il fratello, anche Stanislaus Joyce in quell'epoca si guadagnò da vivere insegnando inglese presso la Berlitz School di Trieste.

## Carriera
Già nel 1903 Staislaus Joyce aveva cominciato a tenere un diario dove annotava le proprie idee su argomenti filosofici e letterari accanto a quelle del fratello, diario che riprese poi a scrivere a Trieste. Questo Libro dei giorni, come lo chiamava lui stesso, getta molta luce sulla vita di James tra il 1906 e il 1909 e sulle difficoltà finanziarie in cui l'allora sconosciuto aspirante scrittore è stato più volte letteralmente salvato dal fratello. Nel 1908, tuttavia, Stanislaus cercò di staccarsi dall'ingombrante parente andando a vivere per conto suo, anche se è probabile che nell'anno successivo sia tornato per qualche mese da lui.
Trieste apparteneva ancora all'Impero austro-ungarico, per cui, non avendo mai nascosto le proprie simpatie da un lato per il socialismo e dall'altro per l'irredentismo di italiani di Trieste e ungheresi, ed essendo cittadino del nemico Regno Unito, il 28 dicembre 1914, all'inizio della prima guerra mondiale, Stanislaus Joyce fu arrestato e internato a Katzenau, periferia di Linz, dove rimase fino alla fine della guerra (1918). Rilasciato, tornò a Trieste andando a vivere con la famiglia della sorella Eileen, che James e lui stesso avevano fatto venire a vivere lì e subentrando a James presso la Scuola Superiore di Commercio "Revoltella" come insegnante di inglese, attività che continuò a praticare per tutta la vita in diverse situazioni di libera professione. Di nuovo incapace di non manifestare rumorosamente le proprie posizioni antifasciste, nel 1941 si dovette trasferire a Firenze, mettendosi sotto la protezione di alcune facoltose famiglie italiane e americane.
Nonostante i frequenti litigi con James (e con sua moglie Nora), e pur avendo avuto una preparazione scolastica di livello inferiore, Stanislaus condivise la filosofia letteraria del fratello, orientandola però verso il sobrio studio accademico piuttosto che verso gli spericolati voli della fantasia creativa. Nel 1950 Stanislaus fornì preziosa assistenza a Richard Ellmann, biografo del fratello, nella stesura del suo monumentale James Joyce, 1959.  Lo stesso Ellmann ricorda quanto sia stata preziosa questa assistenza, sottolineando inoltre:
(Richard Ellmann, Introduzione a My Brother's Keeper, p. xi)
E si vedano i continui riferimenti fatti a lui da Richard Ellmann nella sua biografia di James Joyce 
Stanislaus scrisse tra l'altro un'introduzione alla traduzione inglese di Senilità di Italo Svevo.

## Vita privata e morte
Il 13 agosto 1928 Stanislaus sposò la sua ex studentessa Nelly Lichtensteiger, da cui ebbe un solo figlio, James, nato il 14 febbraio 1943. Li lasciò quando quest'ultimo era soltanto dodicenne, morendo a Trieste, da poco riunita all’Italia dopo lo scioglimento del Territorio Libero, il 16 giugno 1955: ironia della sorte, un Bloomsday, ovvero la celeberrima data in cui nel 1904 si svolge la vicenda dell'Ulisse. È sepolto nel cimitero di Via Slavich della comunità evangelica luterana vicino a via della Pace.

## Opere
Ad eccezione della prima, tutte le altre sono di pubblicazione postuma.
- Recollections of James Joyce (1950)
- My Brother's Keeper (1957)
- Dublin Diary (1962)
- Complete Dublin Diary (1971).